# 龍岡圓環
24°55′32″N 121°14′39″E / 24.925608°N 121.244154°E
龍岡圓環是位於臺灣桃園市中壢區龍岡路、龍東路與平鎮區龍南路口交會處的交通圓環，為龍岡地區的地標之一，圓環中設有一座士兵衝鋒的雕像塔，頗能表現當地之軍事色彩。2015年，龍岡圓環中央的軍人雕像與一旁的龍岡文藝活動中心被列為桃園市文化資產，合稱為『中壢龍岡圓環軍人雕像暨龍岡文藝活動中心』。

## 簡介

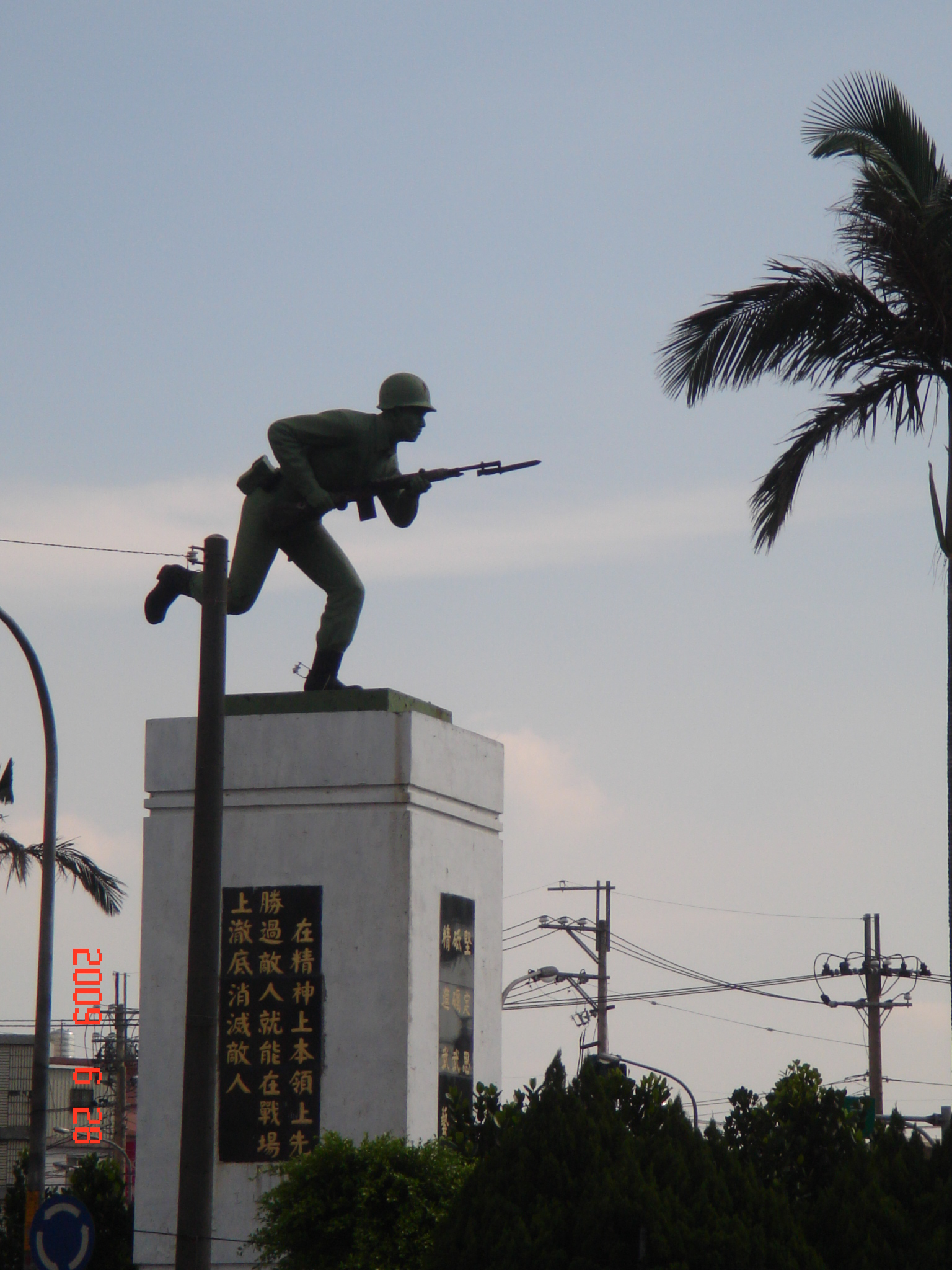
龍岡圓環的「衝鋒士兵」雕像

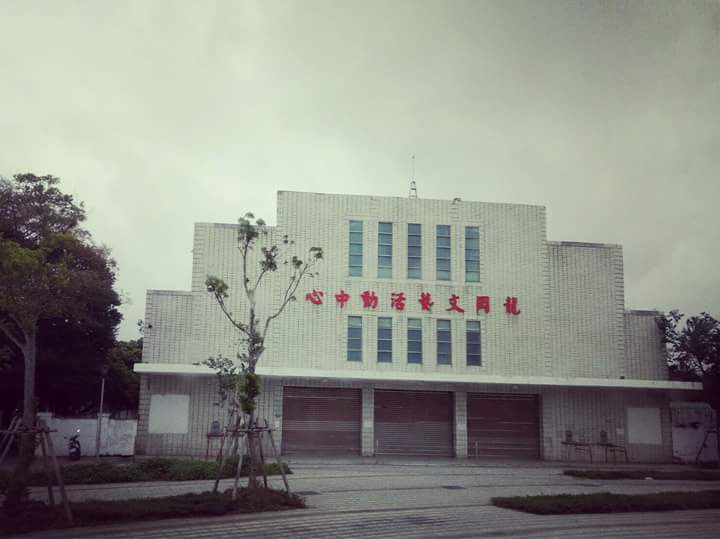
龍岡圓環旁的龍岡文藝活動中心

龍岡圓環據稱為胡璉擔任陸軍第一野戰軍團司令時所建造（1954至1957年間），圓環中央有一「衝鋒士兵」像，是臺灣境內少數還保留軍史文化作品的圓環。
最初圓環中為一座圓頂型的碩大涼亭，後於1970年至1975年間改建，一說是時任軍團司令的郝柏村下令改建，一說則稱由於蔣介石去世而改建，但總歸是因為龍岡地區為軍事重鎮，加上眷村人口眾多，軍方整修精神堡壘，便特別凸顯保衛家園精神，改為豎立軍人雕像。雕像總共有四面，各自寫著“在精神上本領上先勝過敵人、就能在戰場上徹底消滅敵人”；“堅定思想、砥礪武德、精進武藝”；“徹底奉行命令、誓死達成任務”；“不怕苦、克服困難、不怕死、衝破危險”。
除軍人雕像外，圓環旁還有龍岡藝文中心、國軍人才招募中心、龍岡公車站等設施；龍岡文藝活動中心曾為軍方電影院，原名介壽堂。現在的國軍人才招募中心，則是早期的福利社。